# Цифровая обработка изображений
Цифровая обработка изображения — использование компьютерных алгоритмов для обработки цифровых изображений.  Как область цифровой обработки сигналов, цифровая обработка изображений имеет много преимуществ перед аналоговой обработкой. Она позволяет применять гораздо более широкий ряд алгоритмов к входным данным и избежать проблем, таких как добавленные шумы и искажения в процессе обработки. Поскольку изображения определяются как массивы двухмерные (или выше), цифровая обработка изображений может быть промоделирована с привлечением многомерных систем.

## История
Первые техники цифровой обработки изображений были разработаны в 1960-х годах в Лаборатории реактивного движения, Массачусетском технологическом институте, Лабораториях Белла, Мэрилендском университете и других исследовательских центрах в качестве приложений для спутниковой фотосъёмки, преобразования к стандартам фототелеграфа, медицинской визуализации, видеотелефонии, распознавания символов и улучшения фотографий. Цена обработки на оборудовании того времени была, однако, очень высокой. Ситуация изменилась в 1970-х годах, когда стали доступны дешёвые компьютеры и другое оборудование. Затем появилась возможность обрабатывать изображения в реальном времени для некоторых задач, таких как преобразование телевизионных стандартов. С ростом мощности компьютеров общего назначения на них стали выполняться почти все  специализированные операции, требующие больших затрат ресурсов компьютера. С появлением быстрых компьютеров и развитых алгоритмов обработки сигналов, ставшими доступными в 2000-х годах, цифровая обработка стала наиболее общей формой обработки изображений и, в общем случае, используется не только из-за гибкости применяемых методов, но и вследствие низкой стоимости.
Технология цифровой обработки изображений для медицинских приложений была представлена в зале славы Космического фонда США в 1994 году.

## Задачи
Цифровая обработка изображений позволяет применение существенно более сложных алгоритмов, а следовательно, может дать как бо́льшую производительность на простых задачах, так и реализовывать методы, которые были бы невозможны при аналоговой реализации.
В частности, цифровая обработка изображений является единственной практичной технологией для:
- классификации
- выделения признаков
- обработки сигналов
- распознавания образов
- проецирования[англ.]

Некоторые техники, которые используются в цифровой обработке изображений:
- Анизоторопная диффузия[англ.]
- Скрытые марковские модели
- Редактирование изображений
- Восстановление изображения[англ.]
- Анализ независимых компонент
- Линейная фильтрация
- Нейронные сети
- Дифференциальные уравнения в частных производных
- Пикселизация
- Метод главных компонент
- Самоорганизующиеся карты Кохонена
- Вейвлеты

## Преобразование цифрового изображения

### Фильтрация
Цифровые фильтры используются для размывания и увеличения резкости цифровых изображений. Фильтрация может быть осуществлена в пространственной области путём свёртки со специально разработанными ядрами (массивами фильтрации) или в частотной области (преобразованием Фурье) путём отсеивания определённых областей частот. Следующие примеры показывают оба метода:
| Тип фильтра                            | Ядро или маска | Пример |
| -------------------------------------- | --- | ------ |
| Исходное изображение                   | {\displaystyle {\begin{bmatrix}0&0&0\\0&1&0\\0&0&0\end{bmatrix}}}                                                      |        |
| Пространственный фильтр нижних частот  | {\displaystyle {\frac {1}{9}}\times {\begin{bmatrix}1&1&1\\1&1&1\\1&1&1\end{bmatrix}}}                                 |        |
| Пространственный фильтр верхних частот | {\displaystyle {\begin{bmatrix}0&-1&0\\-1&4&-1\\0&-1&0\end{bmatrix}}}                                                  |        |
| Представление Фурье                    | Псевдокод: image = шахматная_доска F = Преобразование Фурье изображения Показать изображение: log(1+Absolute Value(F)) |        |
| Фильтр Фурье нижних частот             | |        |
| Фильтр Фурье верхних частот            | |        |

### Краевые отступы изображения при фильтрации в Фурье-пространстве
К изображениям обычно добавляется отступ перед преобразованием в Фурье-пространство. Отфильтрованные по верхним частотам изображения ниже иллюстрируют результат различных техник отступа:
| Добавление нулей | Отступ путём повторения рёбер |
| ---------------- | ----------------------------- |
|                  |                               |

Фильтр показывает дополнительные рёбра в случае добавления нулей.

### Примеры кода фильтрации
Пример MATLAB для пространственной фильтрации в Фурье-пространстве по верхним частотам.
```
img
=
checkerboard
(
20
);
                           
% generate checkerboard

% ****************  SPATIAL DOMAIN  ******************

klaplace
=[
0
 
-
1
 
0
;
 
-
1
 
5
 
-
1
;
  
0
 
-
1
 
0
];
             
% Laplacian filter kernel

X
=
conv2
(
img
,
klaplace
);
                          
% convolve test img with

                                                
% 3x3 Laplacian kernel

figure
()

imshow
(
X
,[])
                                    
% show Laplacian filtered 

title
(
'Laplacian Edge Detection'
)

```

### Аффинные преобразования
Аффинные преобразования дают возможность осуществлять базовые преобразования изображений, такие как изменение пропорции, вращение, перенос, зеркальное отражение и косой сдвиг, как показано на примерах ниже:
| Название преобразования      | Аффинная матрица                                                                                                   | Пример                                                     |
| ---------------------------- | --- | ---------------------------------------------------------- |
| Тождественное преобразование | {\displaystyle {\begin{bmatrix}1&0&0\\0&1&0\\0&0&1\end{bmatrix}}}                                                  |                                                            |
| Отражение                    | {\displaystyle {\begin{bmatrix}-1&0&0\\0&1&0\\0&0&1\end{bmatrix}}}                                                 |                                                            |
| Изменение пропорций          | {\displaystyle {\begin{bmatrix}c_{x}=2&0&0\\0&c_{y}=1&0\\0&0&1\end{bmatrix}}}                                      |                                                            |
| Вращение                     | {\displaystyle {\begin{bmatrix}\cos(\theta )&\sin(\theta )&0\\-\sin(\theta )&\cos(\theta )&0\\0&0&1\end{bmatrix}}} | где {\displaystyle \theta ={\tfrac {\pi }{6}}=30^{\circ }} |
| Косой сдвиг                  | {\displaystyle {\begin{bmatrix}1&c_{x}=0.5&0\\c_{y}=0&1&0\\0&0&1\end{bmatrix}}}                                    |                                                            |

## Приложения

### Изображения цифровой камеры
Цифровые камеры обычно включают специализированные аппаратные средства цифровой обработки изображения — либо отдельные микросхемы, либо путём добавления цепей в другие микросхемы — для преобразования необработанных данных с фотоматрицы в откорректированное по цвету изображение в стандартном формате.

### Фильмы с применением цифровой обработки
Западный мир (1973) был первым художественным фильмом с использованием цифровой обработки изображений в части пикселизации с целью промоделировать зрение андроида.